# 柠檬虾
柠檬虾是中国菜的一种。是以虾为主料的料理。配料为：柠檬汁、姜汁、白酒、盐、鸡精。
檸檬蝦有多种做法，以清香柠檬虾最为流行。